# Pterostichus jiricola
Pterostichus jiricola is een keversoort uit de familie van de loopkevers (Carabidae). De wetenschappelijke naam van de soort is voor het eerst geldig gepubliceerd in 2008 door Sasakawa; Kim; Kim & Kubota.